# Pedicularis jainii
Pedicularis jainii är en snyltrotsväxtart. Pedicularis jainii ingår i släktet spiror, och familjen snyltrotsväxter.

## Underarter
Arten delas in i följande underarter:
- P. j. jainii
- P. j. multiflora